# 슈도모나스 엔토모필라
슈도모나스 엔토모필라(학명: P. entomophila)는 슈도모나스속의 토양균으로, 주로 곤충을 숙주로 하여 서식한다. P. putida와 유연 관계가 매우 가깝다.